# Кот раввина
«Кот раввина» (фр. Le chat du rabbin) — полнометражный мультфильм 2011 года, снятый по мотивам одноимённой рисованной серии комиксов Жоанна Сфара, вдохновлённой историей его семьи.

## Сюжет
Дело происходило в Магрибе в начале XX века с его мягкой экзотикой и толерантностью: здесь мирно сосуществовали мусульмане, евреи, христиане. Здесь живёт раввин со своей дочерью Злабиёй, шумным попугаем и котом, от лица которого ведётся повествование. И вот однажды кот раввина съедает попугая и… начинает говорить. Причём первые же его слова оказались ложью. Кот просит провести ему бар-мицву. Раввин консультируется с другим раввином, и они решают, что кот не может быть евреем. Но сам кот, как всегда, знает лучше. А тут пришла посылка с книгами из России, в которой оказался еврей-беженец, спасающийся от погромов.

## Роли озвучивали
- Франсуа Морель — кот
- Морис Бенишу — раввин
- Афсиа Эрзи — Злабия
- Жан-Пьер Кальфон — лев
- Мохамед Феллаг — шейх Мохаммед Сфар
- Франсуа Дамьен — бельгийский репортёр
- Войцех Пшоняк — Вастенов
- Паскаль Нзонзи — великан
- Эрик Эльмоснино — профессор Солиман
- Матьё Амальрик — принц
- Карина Теста — подруга Злабии

## Восприятие
Фильм получил премию «Сезар» за лучший анимационный фильм.
«Кот раввина» имеет в основном положительные отзывы критиков. Рейтинг Rotten Tomatoes — 94 % на основе 16 обзоров со средней оценкой 7,6/10.
Пьер Вавассер из Le Parisien дал высшую оценку в три звезды и сравнил своё сильное впечатление, которое мультфильм оставил, с впечатлением от «Персеполиса» Маржан Сатрапи. Вавассер назвал «Кота раввина» «чистым удовольствием» и похвалил его за разнообразие и красочность, а также за то, как он затрагивает тему разделённого общества. Критик Лиза Биргер («Коммерсантъ») отметила: «Всё действие, включая погромы, Сфару удаётся обратить в ненавязчивую шутку, анимационный карнавал, за которым, однако, нельзя не почувствовать тоски по тем временам, когда евреи были евреями и не превратились в израильтян».

## Интересные факты
В начале фильма раввин Сфар рассказывает коту о том, что мир был сотворён Богом 5 700 лет назад, на что кот возражает, что, согласно данным радиоуглеродного анализа, возраст Земли насчитывает миллиарды лет. Однако события в фильме происходят приблизительно за 30 лет до появления этого метода анализа.